# Barigadu

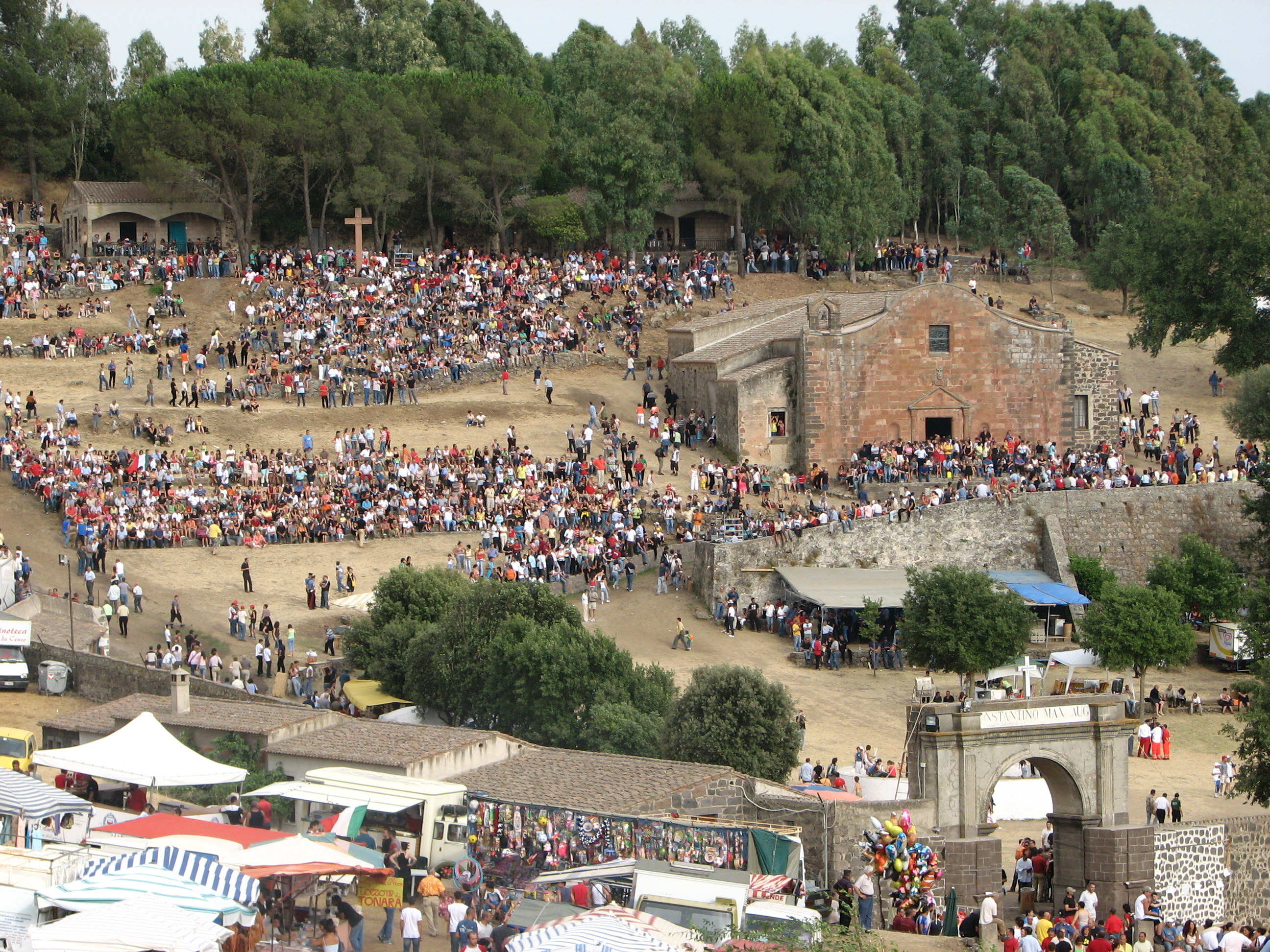
S. Constantino die Kirche des Palio

Der Barigadu ist eine historische Region im Zentrum Sardiniens. Dank des sonnigen, aber nicht trockenen Klimas findet man dort viele Eichen- und Korkwälder und Macchia-Pflanzen, einige Wildtierarten wie die seltenen Sardischen Hirsche (Cervus elaphus corsicanus) und Sardischen Hasen (Lepus capensis mediterraneus), Damhirsche, Wildschweine, Füchse, Marder, Igel, Wildkatzen und viele Arten von Vögeln, unter anderem den Steinadler. Geprägt vom Lago Omodeo und zahlreichen Bergdörfern, ist die Gegend auch historisch sehr interessant.